# フレスポ中津北
フレスポ中津北（フレスポなかつきた）は、大分県中津市大字大新田にある複合商業施設である。2009年（平成21年）10月10日に全面オープンした。6棟の建物に9店舗が入居している。JR九州日豊本線中津駅から車で約10分。
フレスポとしては、2007年（平成19年）4月にオープンした大分県大分市のフレスポ春日浦に続き、大分県で2つめの商業施設となる。

## 店舗
- ユニクロ - 衣料品
- フタタ - 衣料品
- ABCマート - 靴
- セリア 生活良品 - 100円ショップ
- ぼくんちの洗濯広場 - クリーニング
- 株式会社ＮＩＫＫＯ　中津支社
- トキハインダストリー 中津店 - 食品スーパーマーケット
- マツモトキヨシ

## 周辺
- 大分県道23号中津高田線
- ナフコ中津店
- ヤマダ電機九州テックランド中津店
- ニトリ中津店